# 分区领导 (纳粹党)
分区领导（德語：Abteilungsleiter）是纳粹党的一个中层行政职称/头衔，拥有该职称的通常是隶属于全德国各个大区領導層的人士。分区领导其实并非纳粹党的政治衔级，拥有该头衔的党员同时也拥有正式衔级。该职称创设于1933年纳粹夺取全国政权之后。1933至1939年间，分区领导的制服上一直都没有表明其身份的明确徽标。二战爆发后，地区领导也要佩戴彰显职称的袖标。